# Leave Scars
Leave Scars treći je studijski album američkog thrash metal sastava Dark Angel. Album je 24. siječnja 1989. godine objavila diskografska kuća Combat Records. Ovo je prvi album grupe s pjevačem Ronom Rinehartom i basistom Mikeom Gonzalesom (koji se pridružio skupini netom prije objave albuma Darkness Descends) te posljednji na kojem se pojavljuje gitarist Jim Durkin koji će se grupi vratiti tek 2013. godine. Leave Scars bio je najuspješniji album Dark Angela, pojavljujući se na 159. mjestu glazbene ljestvice Billboard 200.

## Popis pjesama
Tekstovi: Gene Hoglan, osim za pjesmu "Never to Rise Again", koju su napisali Jim Durkin i Ron Rinehart, glazba: Jim Durkin i Gene Hoglan, osim pjesme "Immigrant Song", koju su skladali Jimmy Page i Robert Plant.
| 1.    | »The Death of Innocence«                | 3:49 |
| 2.    | »Never to Rise Again«                   | 3:55 |
| 3.    | »No One Answers«                        | 7:51 |
| 4.    | »Cauterization« (instrumental)          | 7:20 |
| 5.    | »Immigrant Song« (obrada Led Zeppelina) | 1:48 |
| 6.    | »Older than Time Itself«                | 7:01 |
| 7.    | »Worms« (instrumental)                  | 2:17 |
| 8.    | »The Promise of Agony«                  | 8:27 |
| 9.    | »Leave Scars«                           | 7:40 |
| 50:08 |                                         |      |

## Recenzije
Eduardo Rivadavia, glazbeni kritičar sa stranice AllMusic, dodijelio je albumu dvije i pol od pet zvjezdica te je izjavio: "Nakon duge stanke u radu, [...] Dark Angel ponovno se pojavio 1989. godine sa svojim do sada najambicioznijim albumom, Leave Scars -- koji je nastavio usavršavati njegove već vrlo impresivne glazbene sposobnosti, ali i istovremeno prerađivajući njegovo brutalno mlaćenje. U svojem je efektu ovo album koji predstavlja njegovo progresivno thrash doba na način u kojem složenije strukture i učestale, neočekivane promjene u taktu rezultiraju skladbama epskih proporcija, kao što su "The Promise of Agony" i nemilosrdna naslovna pjesma. Novi pjevač Ron Rinehart vrlo brzo pokazuje svoju vrijednost, točno znajući gdje pjevati, a gdje vrištati, ali je monstruozni bubnjar Gene Hoglan taj koji partija na veliko, istovremeno prikazujući svoju nevjerojatnu tehniku te se otkrivajući kao glavni skladatelj, tekstopisac i podstrekivač u grupi. Uz pouzdan gitaristički tim Erica Meyera i Jima Durkina koji pridonose snažnom zvučnom kulisom, grupa također dokazuje da je i dalje u stanju biti kratak i sladak na vrhuncima "The Death of Innocence" i "Never to Rise Again". U konačnici, Leave Scars nije uspio dobiti veću ocjenu samo zbog toga što je Dark Angel zaboravio dodati konačni, krucijalan sastojak svojemu moćnome receptu: melodiju. I zasigurno, uzimajući u obzir ovaj mali previd rezultirat će u njegovom magnum opusu, [...] kolosalnome Time Does Not Healu."

## Zasluge
| Dark Angel - Ron Rinehart – vokali - Jim Durkin – prateći vokali, gitara, gudalo za violinu - Eric Meyer – prateći vokali, gitara - Mike Gonzalez – prateći vokali, bas-gitara - Gene Hoglan – prateći vokali, ritam gitara, bubnjevi Dodatni glazbenici - Ron Eriksen – dodatni vokali (na pjesmi 8) | Ostalo osoblje - Bernie Grundman – mastering - Michael Monarch – produkcija, inženjer zvuka - Bob Vessells – logotip - Earl West – inženjer zvuka - Paul Gordon – inženjer zvuka - Paul Shenker – izvršna produkcija - Edward J. Repka – logotip - Chip Simons – fotografija (naslovnice) - Ed Colver – fotografija (koncertnih slika) - David Bett – umjetnički direktor - Patricia Lie – dizajn |